# Karasu (Sakarya)

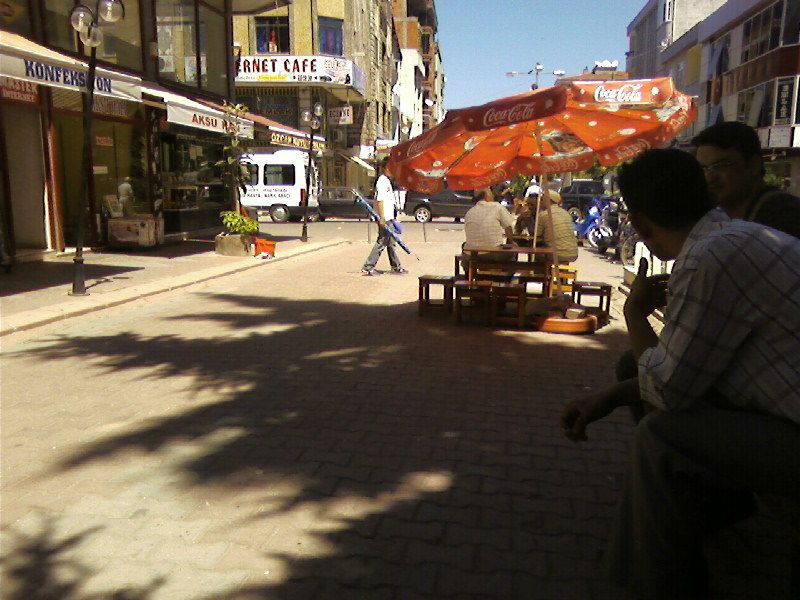
Karasu city center

Karasu est une ville et un district de la province de Sakarya dans la région de Marmara en Turquie.